# ピープル・ライク・アス
『ピープル・ライク・アス』（原題: People Like Us）は2012年に公開されたアメリカ合衆国のドラマ映画である。監督はアレックス・カーツマン、主演はクリス・パインとエリザベス・バンクスが務めた。本作はカーツマンの映画監督デビュー作である。なお、本作は日本国内で劇場公開されなかったが、2018年6月20日にDVDが発売された。

## ストーリー
証券会社に務めるサム・ハーパーはうっかり法律に抵触する取り引きをしてしまい、連邦取引委員会の取り調べを受けることになった。サムの上司であるリチャーズは事件が会社の責任になることを恐れ、サムの自腹で役所に賄賂を払うよう命じた。帰宅後、サムの下に父親のジェリーが亡くなったとの知らせが届いた。父親と長らく疎遠だったため、サムは葬式を欠席しようとしたが、恋人のハンナに説得されて渋々参列することにした。久しぶりに実家に帰ったサムだったが、家族の視線にはどこか冷たいものが感じられた。
賄賂のための金をどう工面するかで悩んでいたこともあって、サムはジェリーが自分にどれくらいの遺産を残していたのかを気にしていた。ところが、ジェリーの遺産管財人から渡されたのは髭剃りセットだった。ガッカリしたサムがキットを開封したところ、中には15万ドルと「このお金をジョシュ・デイヴィスに渡してくれ」というメモ書きがあった。
15万ドルを自分のものにしたい欲望を抑えつつ、サムはジョシュ・デイヴィスが何者であるかを調べた。その結果、ジョシュは11歳の少年であり、母親のフランキーはアルコール依存症の治療を受けていることを知った。デイヴィスは父親が何故ジョシュに15万ドルを残したのか気になり、親子の身辺を調査し始めた。そして、フランキーは自分の腹違いの姉であることが判明した。それを知ってもなお、サムは15万ドルを自分のものにしようとしたが、それを知ったハンナから愛想を尽かされてしまった。
どうすべきか迷った果てに、サムは「ニューヨーク出身のアルコール依存症患者」を名乗ってフランキーに接触した。2人はあっという間に打ち解け、サムは親子を社会福祉に繋ぐことができた。それと同時に、サムとジョシュも仲良くなっていった。フランキーやジョシュと親密になればなるほど、サムの良心の呵責は増大していった。しかし、「連邦取引委員会が本格的な捜査に乗り出した」という一報が届いたため、2人に15万ドルを渡すわけにもいかなかった。

## キャスト
- クリス・パイン - サム・ハーパー
- エリザベス・バンクス - フランキー・デイヴィス
- オリヴィア・ワイルド - ハンナ
- マイケル・ホール・ダダリオ - ジョシュ・アラン・デイヴィス
- ミシェル・ファイファー - リリアン・ハーパー
- マーク・デュプラス - テッド
- フィリップ・ベイカー・ホール - アイク・ラファーティ
- ジョン・ファヴロー - リチャーズ
- サラ・モーネル - アマンダ医師

## 製作
2010年9月19日、クリス・パインがドリームワークスの新作映画『Welcome to People』の出演交渉に臨んでいると報じられた。11月11日、エリザベス・バンクスが本作に出演することになったとの報道があった。2011年1月10日、ミシェル・ファイファーがキャスト入りした。後に、本作のタイトルは『Welcome to People』から『Peopke Like Us』に変更された。

### サウンドトラック
2012年6月19日、レイクショア・レコーズは本作のサウンドトラックを発売した。

## 公開・興行収入
2012年6月15日、本作はロサンゼルス映画祭でプレミア上映された。
本作は『マジック・マイク』、『マディアおばさんのドタバタNY事件簿』、『テッド』と同じ週に封切られ、公開初週末に480万ドルを稼ぎ出すと予想されていたが、実際の数字はそれを若干下回るものとなった。2012年6月29日、本作は全米2055館で公開され、公開初週末に425万ドルを稼ぎ出し、週末興行収入ランキング初登場11位となった。

## 評価
本作に対する批評家の評価は伸び悩んでいる。映画批評集積サイトのRotten Tomatoesには118件のレビューがあり、批評家支持率は53%、平均点は10点満点で5.7点となっている。サイト側による批評家の見解の要約は「『ピープル・ライク・アス』は先の展開が読める作品であり、メロドラマ臭が強い作品である。しかし、主演2人の名演が光る1本であり、大人の観客を満足させられる貴重な1作でもある。」となっている。また、Metacriticには31件のレビューがあり、加重平均値は49/100となっている。